# David Bennett Sr.
David Bennett Sr. (1964 - 08 tháng 03 năm 2022) là người đầu tiên được cấy ghép dị chủng với một trái tim biến đổi gen. Vào ngày 07 tháng 01 năm 2022, ở tuổi 57, ông nhận được trái tim của một con lợn đã được chỉnh sửa gen. Ca ghép tạng của Bennett đã gây chấn động thế giới, được đánh giá là mở ra cơ hội thay đổi ngành ghép tạng, giải quyết tình trạng thiếu tạng hiện nay. Tuy nhiên, chỉ sau 61 ngày kể từ ngày ghép tạng (08/03), David Bennett đã qua đời.
Ca ghép dị chủng đầu tiên trên thế giới được thực hiện bởi Trung tâm Y tế Đại học Loma Linda vào tháng 10/1984, và bệnh nhân chính là Stephanie Fae Beauclair,  một đứa trẻ sơ sinh mắc phải hội chứng giảm sản tim trái. Quả tim được sử dụng trong ca ghép tạng này được lấy từ một con khỉ đầu chó. Tuy ca ghép thành công, nhưng đứa trẻ chỉ sống được 21 ngày do thải ghép. Sự thải ghép được cho là do phản ứng miễn dịch dịch thể chống lại mô ghép, bởi vì Fae mang nhóm máu O do đó đã tạo kháng thể chống lại nhóm máu AB của vật ghép khác loài. Tuy đây là một ca ghép dị chủng không thực sự thành công, nhưng nó đã tạo động lực cho các nhà khoa học nghiên cứu và tìm ra các phương pháp khắc phục việc thải ghép. Gần 4 thập kỷ sau ca ghép dị chủng đầu tiên, các nhà khoa học đã đạt đến một bước tiến mới khi thực hiện ghép dị chủng từ nội tạng động vật biến đổi gen, và David Bennett là ca ghép tim đầu tiên.